# Ichneumon albicans
Ichneumon albicans là một loài tò vò trong họ Ichneumonidae.